# Рио Бранко
Рио Бранко (порт. Rio Branco) град је у Бразилу у савезној држави Акре. Према процени из 2007. у граду је живело 288.614 становника.

## Географија

### Клима
| Клима (Рио Бранко)         | Клима (Рио Бранко) | Клима (Рио Бранко) | Клима (Рио Бранко) | Клима (Рио Бранко) | Клима (Рио Бранко) | Клима (Рио Бранко) | Клима (Рио Бранко) | Клима (Рио Бранко) | Клима (Рио Бранко) | Клима (Рио Бранко) | Клима (Рио Бранко) | Клима (Рио Бранко) | Клима (Рио Бранко) |
| Показатељ \ Месец          | .Јан.              | .Феб.              | .Мар.              | .Апр.              | .Мај.              | .Јун.              | .Јул.              | .Авг.              | .Сеп.              | .Окт.              | .Нов.              | .Дец.              | .Год.              |
| -------------------------- | ------------------ | ------------------ | ------------------ | ------------------ | ------------------ | ------------------ | ------------------ | ------------------ | ------------------ | ------------------ | ------------------ | ------------------ | ------------------ |
| Средњи максимум, °C (°F)   | 35 (95)            | 37 (99)            | 37 (99)            | 38 (100)           | 39 (102)           | 35 (95)            | 37 (99)            | 37 (99)            | 38 (100)           | 38 (100)           | 37 (99)            | 38 (100)           | 39,8 (103,6)       |
| Просек, °C (°F)            | 25 (77)            | 25 (77)            | 25 (77)            | 26 (79)            | 23 (73)            | 23 (73)            | 23 (73)            | 24 (75)            | 25 (77)            | 25 (77)            | 25 (77)            | 25 (77)            | 24,9 (76,8)        |
| Средњи минимум, °C (°F)    | 21 (70)            | 21 (70)            | 20 (68)            | 20 (68)            | 19 (66)            | 17 (63)            | 16 (61)            | 17 (63)            | 19 (66)            | 20 (68)            | 21 (70)            | 21 (70)            | 19,9 (67,8)        |
| Количина падавина, mm (in) | 289 (113,8)        | 284 (111,8)        | 230 (90,6)         | 190 (74,8)         | 93 (36,6)          | 31 (12,2)          | 43 (16,9)          | 38 (15)            | 89 (35)            | 170 (66,9)         | 221 (87)           | 264 (103,9)        | 1,947 (766,5)      |
| [ тражи се извор ]         |                    |                    |                    |                    |                    |                    |                    |                    |                    |                    |                    |                    |                    |

## Становништво
Према процени из 2007. године у граду је живело 288.614 становника.
| 1991.   | 2000.   |
| ------- | ------- |
| 197,376 | 253,059 |